# بيير ماري
بيير ماري (بالفرنسية: Pierre Marie)‏ هو طبيب أعصاب فرنسي، من مواليد 9 نوفمبر 1853 بالعاصمة باريس.

## السيرة الذاتية
بعد إتمامه لدراساته الطبية، عمل بيير ماري بحلول سنة 1878 كمتدرب في عدد من مستشفيات باريس، هناك بدأ دراسة علم الأعصاب تحت إشراف جان مارتن شاركو في مستشفى بيتي سالبترير وبيسيتر. تمكن خلال تلك الفترة من اكتساب ثقة شاركو، هذا الأخير الذي جعل منه مساعده الخاص وعينه رئيسا لمختبره.
بحلول سنة 1883 تحصل أخيرا على شهادة الدكتوراه في الطب بفضل أطروحة عن مرض جريفز الذي غدة الدرقية. نجح بعدها بيير ماري بحلول سنة 1889 في مسابقة التجميع في كلية الطب السابقة في باريس، حيث قدم في وقت لاحق سلسلة من المحاضرات الشهيرة عن أمراض الحبل الشوكي.
شكلت الفترة الممتدة مابين سنتي 1885 و1910، أكثر فترات حياته المهنية من حيث الإنتاجية، حيث أشرف خلالها على كتابة العديد من المقالات والكتب، بالإضافة إلى تطوير مدرسة دولية لأمراض الأعصاب. كما نجحت ماري في التعرف على سلسلة من الاضطرابات ووصفها، حتى صارت مرتبطة باسمه. بحلول سنة 1886، وصف متلازمة ضخامة الأطراف، وهو المرض الذي سمي في وقت لاحق على اسمه (مرض بيير ماري). التحليل الذي قام به بهذه المناسبة على اضطرابات الغدة النخامية جعل منه واحدا من المساهمين الرئيسيين في مجال علم الغدد الصماء الوليد.
بحلول سنة 1897، أنشأ بيير ماري قسما عصبيا بمستشفى بيسيتر، اكتسب بسرعة اعترافا عالميا. اختلف بيير ماري خلال أعماله التي قام بها على الحبسة مع بول بروكا وكارل ويرنيك حول الموقع الصحيح لمركز الكلام في الدماغ. بحلول سنة 1907، كان أول شخص يصف اضطراب إنتاج الكلام من متلازمة اللكنة الأجنبية. في نفس السنة، نجح بيير ماري في الحصول على كرسي علم الأمراض التشريحي الشاغر في كلية الطب، قام بعد ذلك وبمساعدة من ملفه غوستاف روسي بحديث تعليم علم الأمراض التشريحي بشكل كامل.
بالتعاون مع تشارلز فويكس وهنري ميج وآخرين، نشر بيير ماري أعمال مختلفة عن الآثار العصبية للحرب. بحلول سنة 1917 وبينما كان في ال64 من عمره، تم تعيينه في منصب كرسي علم الأعصاب، وهو المنصب الذي شغله إلى غاية 1925.
شارك بيير ماري في تأسيس الجمعية الفرنسية لعلم الأعصاب، حيث أصبح في وقت لاحق أول أمين عام لها. كما قام بالاشتراك مع إدوار بريساود بتأسيس مجلة علم الأعصاب بحلول سنة 1893. بحلول سنة 1911 واعترافا بأعماله في مجال علم الأعصاب، تم انتخابه عضوا في أكاديمية الطب.

## اضطرابات مرتبطة باسمه
- «رنح ماري»: مرض وراثي يصيب الجهاز العصبي مع رنح مخيخي.
- «متلازمة ماري-فويكس-ألاجوانين»: عبارة عن رنح مخيخي يصيب كبار السن؛ عادة بسبب تعاطي الكحول. سمي بهذا الاسم تيمنا باسم بيير ماري إلى جانب أخصائيي الأعصاب ثيوفيل ألاجوانين وتشارلز فويكس.
- «عسر النطق ماري»: عدم القدرة على التلفظ بالكلمات بسبب آفات دماغية.
- «مرض ماري-سترومبل»: المعروف أيضا باسم التهاب الفقار القسطي، والذي هو عبارة عن تشوه حاد في المفاصل. سمي بهذا الاسم على اسم بيير ماري مناصفة مع طبيب الأعصاب الألماني أدولف سترومبل. يشار أحيانا إلى المرض باسم «مرض بيخترف» نسبة لاسم عالم الأعصاب الروسي فلاديمير بختريف.
- «متلازمة ماري-ليري»: تشوه اليد الناجم عن انحلال العظم في الأسطح المفصلية للأصابع. سمي بهذا الاسم مناصفة مع طبيب الأعصاب أندريه ليري.
- «مرض بامبيرجر-ماري»: المعروف أيضا باسم الاعتلال المفصلي العظمي الضخامي الرئوي المنشأ. تمت تسميته نسبة لبيير ماري والطبيب النمساوي يوجين فون بامبيرجر.
- «مرض شاركو-ماري-توث»: الذي يتميز بفقدان تدريجي للأنسجة العضلية البعيدة في الذراعين والقدمين. وهو أيضا المرض الأكثر شيوعا ضمن مجموعة من الحالات المعروفة باسم «اعتلالات الأعصاب الحسية الحركية الوراثية».[3] سمي المرض بهذا الاسم نسبة إلى واصفيه، بيير ماري جنبا إلى جنب مع جان مارتن شاركو وهوارد هنري توث.

## مؤلفاته
- الأشكال الشديدة لمرض جريفز، أطروحة دكتوراه، باريس، 1883.
- تطور اللغة من زاوية دراسة الحبسة، 1897.
- خلل التعظم الترقوي القحفي الخلقي؛ بالتعاون مع بول ساينتون،1897.
- التهاب الفقار الجذري، 1898.[4]
- علم الأعصاب؛ مجلدين، 1923.

## روابط خارجية
- بيير ماري على موقع الموسوعة البريطانية (الإنجليزية)